# گلباخ
گلباخ (به لاتین: Gelbakh) یک منطقهٔ مسکونی در روسیه است که در داغستان واقع شده‌است.